# BEA Systems
A BEA Systems cég a Java-alapú alkalmazásszerverével szerzett hírnevet magának. A BEA WebLogic alkalmazásszerver az it iparág vezető alkalmazásszervere lett.
A céget az Oracle Corporation vásárolta fel 2008. április 29-i dátummal. A termékskála beolvadt az Oracle termékpalettájában. Az alkalmazásszerver Oracle Weblogic néven fut tovább, és az Oracle fő alkalmazásszervere továbbra is.

## Termékei
- Tuxedo termékcsalád
- WebLogic termékcsalád
  - WebLogic server – Java-alapú alkalmazáskiszolgáló
  - Portal – Java-alapú portál-keretrendszer és -fejlesztőkörnyezet
  - Integration – alkalmazásintegrációs eszköz
  - Autonomy – keresőgép portálhoz
  - Workshop – Eclipse-alapú fejlesztőkörnyezet BEA specifikus plug-inekkel
- AquaLogic termék család:
  - AquaLogic BPM Suite – BPEL megvalósítás
  - SOA-s terméke:
    - Service Registry – UDDI registry megvalósítás
    - Service Bus

Ez utóbbi termékcsalád azaz az üzleti folyamatokat támogató BPEL eszközök egy része a Fuego cég felvásárlásával került a termékpalettájára.
Alkalmazásszerverét a távközlésben és a bankszférában is erőteljesen használják.
Saját Java virtuális gépet is fejlesztett a BEA JRockit néven. Részt vett az iparági szabványok kialakításában és a Java Community Process-ben is.
2008. április 30-án az Oracle Corporation lezárta BEA Systems a mintegy 8,5 milliárd USD-os felvásárlását, miután az európai hatóságok jóváhagyták az ügyletet.